# Hylaeonympha
Hylaeonympha là một chi chuồn chuồn kim thuộc họ Coenagrionidae. Chi này có các loài sau:
- Hylaeonympha magoi